# Geranium monticola
Geranium monticola är en näveväxtart som beskrevs av Henry Nicholas Ridley. Geranium monticola ingår i släktet nävor, och familjen näveväxter. Inga underarter finns listade i Catalogue of Life.